# Skärmarbrink
För andra betydelser, se Skärmarbrink (olika betydelser).

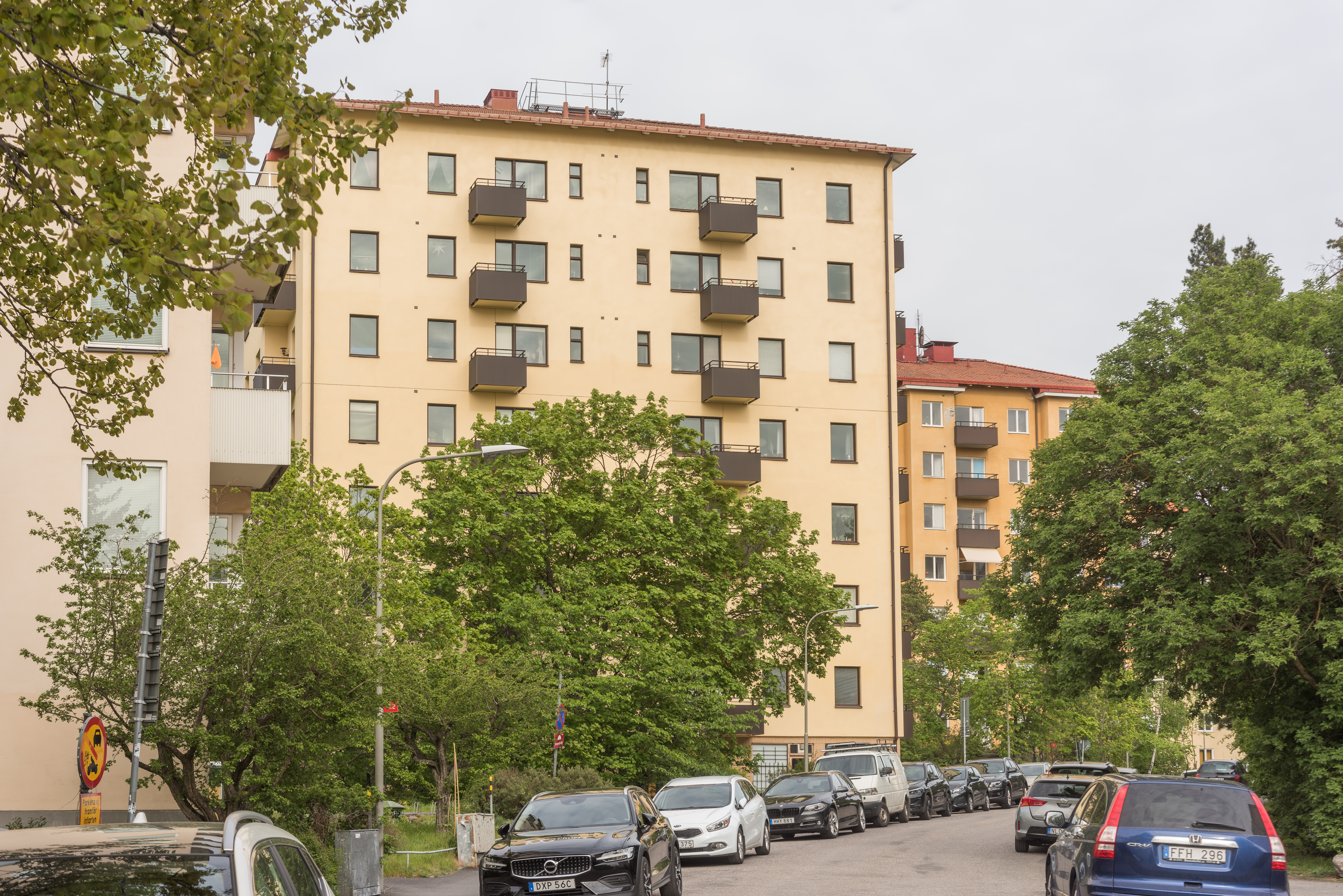
Byggnader på Pelargatan i Skärmarbrink väster om tunnelbanestationen.

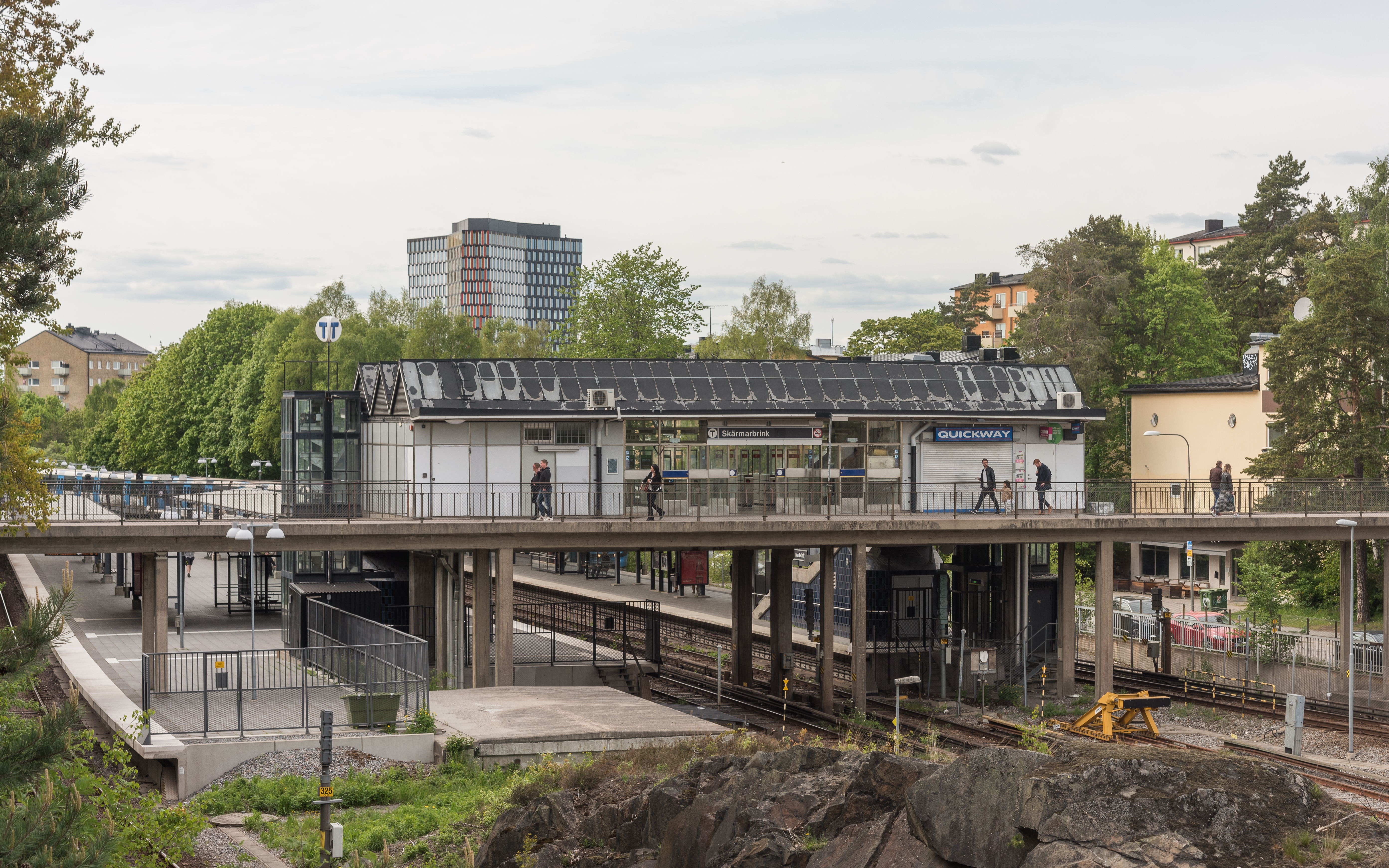
Skärmarbrinks tunnelbanestation.

Skärmarbrink  är ett informellt område i stadsdelarna Hammarbyhöjden och Johanneshov i Söderort inom Stockholms kommun.
Eftersom området är informellt har det inga officiellt fastställda gränser, men med Skärmarbrink brukar avses området som huvudsakligen betjänas av tunnelbanestationen med samma namn. Det ligger öster om Nynäsvägen och söder och väster om Olaus Magnus väg och innefattar huvudsakligen bostadsbebyggelse. I området ligger Hammarbykyrkan. 
Området har fått sitt namn från Skärmarbrinks gård, som ännu ligger kvar vid Blåsutvägen.
I Skärmarbrink ligger också EMI Studios, eller Bagpipe Studios som det heter idag.

## Tunnelbanestationen
Skärmarbrinks tunnelbanestation ligger längs den gröna linjen. Stationen har två plattformar utomhus, där de yttre spåren används för Skarpnäcksgrenens tåg (linje 17) och de inre för Farstagrenens tåg (linje 18). Biljetthallen är placerad i stationens södra ände, med entré mot en gångbro mellan Pelargatan och Palandergatan.
Stationen hette tidigare Hammarby och invigdes 1 oktober 1950, men bytte 1958 till sitt nuvarande namn.